# Isoodon macrourus
Isoodon macrourus là một loài động vật có vú trong họ Peramelidae, bộ Peramelemorphia. Loài này được Gould mô tả năm 1842.

## Hình ảnh

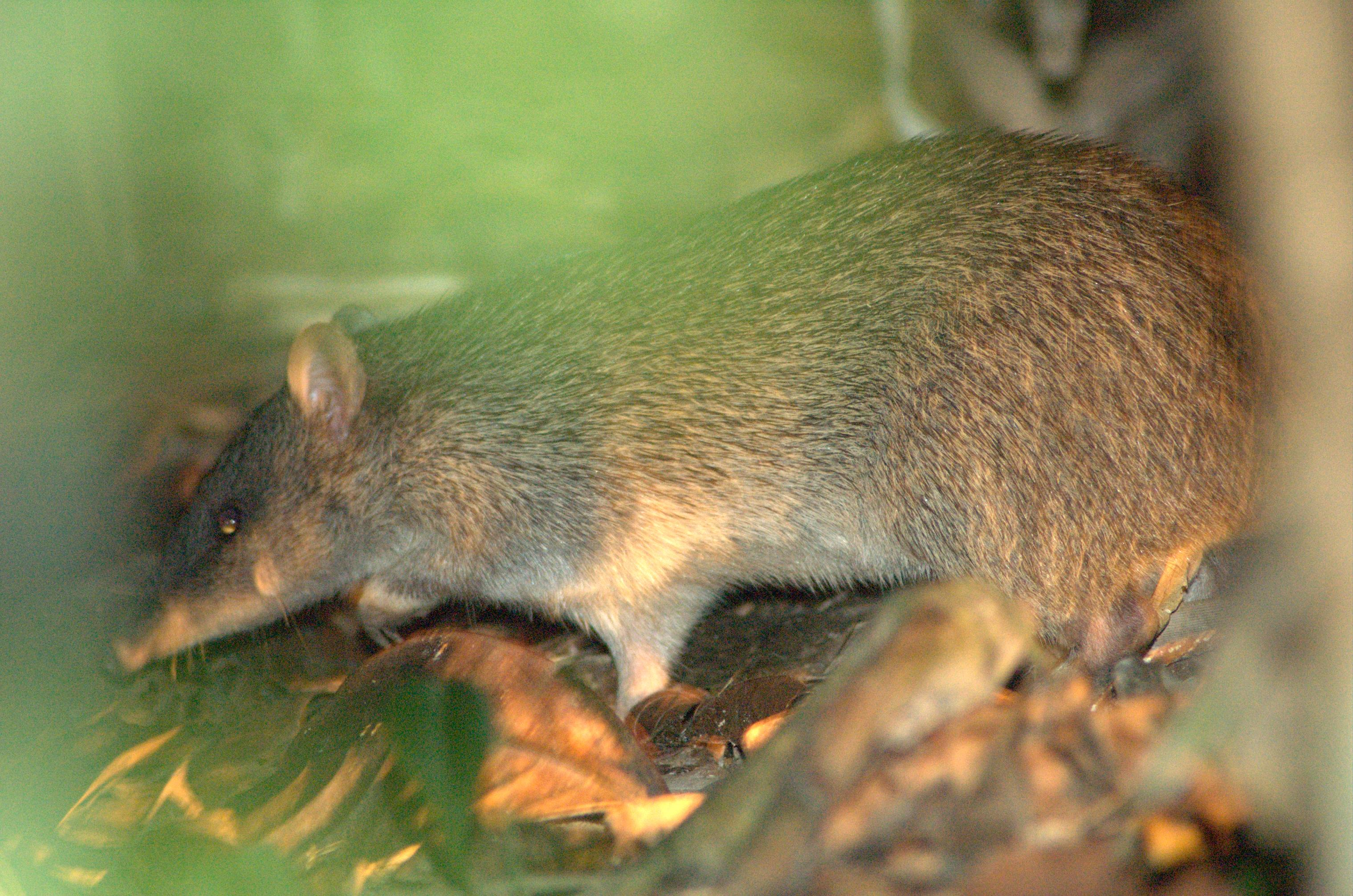